# Камара Камалова
Камара Камалова (узб. Qamara Kamolova; 9 грудня 1938, Бухара, Узбецька РСР, СРСР) — радянський і узбецький режисер анімаційних фільмів, кінорежисер і сценарист. Заслужений діяч мистецтв Узбецької РСР (1982). Лауреат Премії Ленінського комсомолу (1983) і Державної премії Республіки Узбекистан II ступеня (2007) в галузі мистецтва та архітектури.

## Біографічні відомості
У 1962 році закінчила режисерське відділення ВДІКу (майстерня Льва Кулешова). 
Працювала режисером редакції літературно-драматичного мовлення Ташкентської студії телебачення.
З 1965 року — режисер кіностудії «Узбекфільм». Почала свій шлях у кінематографі як аніматор — поставила низку мультиплікаційних лялькових фільмів. Режисер документального фільму «Сторінки дружби».
З 1975 року — режисер-постановник ігрового кіно (дебют — кінофільм «Гірка ягода»). 
У 1993 році заснувала та очолює студію «Шод».
Картини режисера К. Камалової відзначені рядом вітчизняних і міжнародних кінофестивалів.

## Фільмографія
Режисер-постановник:
- 1964 — «Добрий день» (короткометражний)
- 1966 — «Надзвичайна пригода» (мультфільм)
- 1967 — «Хто створив хмару» (мультфільм)
- 1967 — «Рахім і жук» (мультфільм)
- 1968 — «Дорожче за золото» (мультфільм)
- 1969 — «Пострибунчик» (мультфільм)
- 1969 — «Щастя, повернися!» (мультфільм)
- 1970 — «Дівчинка та зірочка» (мультфільм)
- 1971 — «Сонячний промінь» (мультфільм)
- 1972 — «Малий, та удалий» (мультфільм)
- 1975 — «Гірка ягода»
- 1978 — «Чуже щастя»
- 1980 — «Завтра вийдеш?»
- 1984 — «Наш онук працює в міліції» (співавт. сценар.)
- 1984 — «Велосипедик втік» (мультфільм)
- 1986 — «Про те, чого не було»
- 1988 — «Дикун»
- 1995 — «Все навколо засипало снігом» (Узбекистан)
- 2006 — «Дорога під небесами» (Узбекистан)
- 2013 — «Не забудь мене»
- 2022 — «Дорога в нікуди»/ Ким деяй сени? (Узбекистан)

Сценарист:
- 1967 — «Хто створив хмару» (мультфільм)
- 1968 — «Дорожче за золото» (мультфільм)
- 1970 — «Дівчинка та зірочка» (мультфільм)
- 1972 — «Малий, та удалий» (мультфільм)
- 1995 — «Все навколо засипало снігом» (співавт. сценар.)
- 2022 — «Дорога в нікуди»